# Народът срещу Лари Флинт
„Народът срещу Лари Флинт“ (на английски: The People vs. Larry Flynt) е американски филм от 1996 година на режисьора Милош Форман.

## Сюжет
Филмът разказва биографичната история за живота на известния американски издател и бизнесмен Лари Флинт през периода 1970-1980 години.

## В ролите
| Изпълнител       | Роля                  |
| ---------------- | --------------------- |
| Уди Харелсън     | Лари Флинт            |
| Кортни Лав       | Алтея Флинт           |
| Едуард Нортън    | Алан Айзекман         |
| Брет Харелсън    | Джими Флинт           |
| Дона Хановер     | Рут Картър Стейпълтън |
| Джеймс Кромуел   | Чарлс Китинг          |
| Криспин Гловър   | Ерло                  |
| Винсънт Скиавели | Честър                |
| Майлс Чепин      | Чепин                 |
| Джеймс Карвил    | Саймън Лейс           |
| Ричард Пол       | Съдия Мориси          |
| Лари Флинт       | Джери Фелуел          |

## Награди и номинации
- 1997 Печели „Златна мечка“ на Берлинале.
- 1997 Печели Златен глобус за най-добър режисьор – Милош Форман.
- 1997 Печели Златен глобус за най-добър сценарий.